# Asia Cup 1986
Der Asia Cup 1986 war die 2. Ausgabe des Cricketwettbewerbes für asiatische Nationalmannschaften, der im ODI-Format ausgetragen wird. Im Finale konnte sich Sri Lanka gegen Pakistan mit 5 Wickets durchsetzen.

## Teilnehmer
Die Teilnehmer waren zwei Nationen mit Teststatus (Pakistan und Sri Lanka) sowie Bangladesch.
| - Bangladesch - Pakistan - Sri Lanka |

## Format
Die drei Mannschaften spielten gegen jedes andere Team in einer Gruppe. Die ersten beiden Mannschaften qualifizierten sich für das Finale und spielten dort den Turniersieger aus.

## Stadien
Die folgenden Stadien wurden für das Turnier vorgesehen.
| Stadion                                 | Stadt    | Kapazität |
| --------------------------------------- | -------- | --------- |
| Paikiasothy Saravanamuttu Stadium (PSS) | Colombo  | 15.000    |
| Sinhalese Sports Club Ground (SSC)      | Colombo  | 10.000    |
| Asgiriya Stadium                        | Kandy    | 10.300    |
| Tyronne Fernando Stadium                | Moratuwa | 16.000    |

## Vorrundengruppe
Tabelle
|             | Sp. | S | N | R | NR | Punkte | RR    |
| ----------- | --- | - | - | - | -- | ------ | ----- |
| Pakistan    | 2   | 2 | 0 | 0 | 0  | 8      | 3.823 |
| Sri Lanka   | 2   | 1 | 1 | 0 | 0  | 4      | 3.242 |
| Bangladesch | 2   | 0 | 2 | 0 | 0  | 0      | 2.500 |

Spiele
| 30. März Scorecard | Colombo (PSS) | Pakistan 197 (45)            | – | Sri Lanka 116 (33.5) |
|                    |               | Pakistan gewinnt mit 81 Runs |   |                      |

| 31. März Scorecard | Moratuwa | Bangladesch 94 (35.3)          | – | Pakistan 98-3 (32.1) |
|                    |          | Pakistan gewinnt mit 7 Wickets |   |                      |

| 2. April Scorecard | Kandy | Bangladesch 131-8 (45)          | – | Sri Lanka 132-3 (31.3) |
|                    |       | Sri Lanka gewinnt mit 7 Wickets |   |                        |

## Finale
| 6. April Scorecard | Colombo (SSC) | Pakistan 191-9 (45)             | – | Sri Lanka 195-5 (42.2) |
|                    |               | Sri Lanka gewinnt mit 5 Wickets |   |                        |